# Moldaviens självständighetsdag
Moldaviens självständighetsdag (rumänska: Ziua Independenţei) är Moldaviens nationaldag, och firas till minne av Moldaviens självständighetsförklaring från Sovjet den 27 augusti 1991.
I Moldavien stänger de flesta affärer igen denna dag, precis som på Nyårsdagen, men står öppna övriga helgdagar.

### Fotnoter
1. ↑  ”Moldova celebrates Independence Day”. Arkiverad från originalet den 2 april 2016. https://web.archive.org/web/20160402095659/http://aglobalworld.com/holidays-around-the-world/moldova-independence-day/. Läst 29 oktober 2012.